# خرکمان سواره

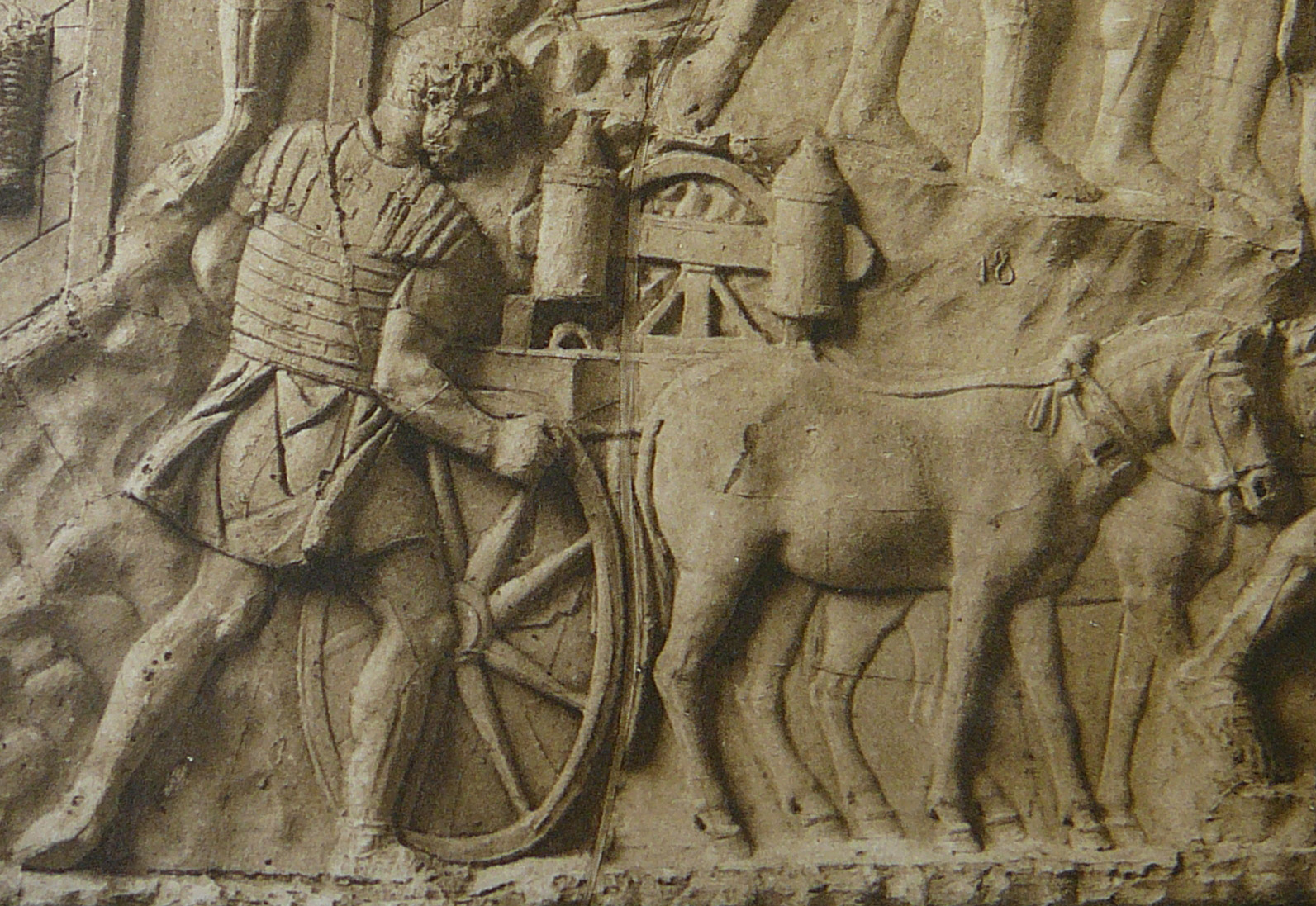
تصویر یک خرکمان سواره بر روی ستون تراژان.

خَرکَمان سَواره (انگلیسی: Carroballista) نوعی خرکمان بود که رومی‌ها بر روی گاری‌ها و گردونه‌های خود سوار کرده و به محل نبرد می‌بردند. به گفته نویسنده رومی، وگتیوس، هر لژیون رومی ۵۵ خرکمان سواره همراه خود داشت که هر یک توسط یک خر حمل می‌شد.